# 蕾根·雷沃德
蕾根·雷沃德（英語：Raegan Revord，2008年1月3日—）是一位美國女演員。她知名於電視劇《少年謝爾頓》（2017年至今）中的米西·庫珀。她在2018年憑該角色獲提名青年艺术家奖電視劇最佳演出獎-青年女配角（英語：Best Performance in a TV Series – Supporting Young Actress）。

## 早年生活
雷沃德出生於加利福尼亚州聖地亞哥，現居住在加州洛杉矶。

## 職業生涯
2014年，雷沃德6歲時在《摩登家庭》第六季的“你願意做我們的鄰居嗎（英語：Won't You Be Our Neighbor）”一集中首次出演了“梅根”一角，並開始她的演藝生涯。她隨後在2016年第七季的“風暴（英語：The Storm）”一集中再次出演該角色。
2015年，雷沃德在Netflix連續劇《當鮑伯加上大衛（英語：W/ Bob and David）》中飾演格雷格·謝里克的女兒，並在2016年Netflix的《同妻俱樂部》中擔任客串明星。
2017年3月，雷沃德在《生活大爆炸》的衍生劇《少年謝爾頓》中主演謝爾頓·庫珀的雙胞胎妹妹米西·庫珀。她的角色被描述為“在情節中加入了特别需要的勇氣，但也可以作為她的學術天才雙胞胎哥哥謝爾頓的完美陪襯。”雷沃德透露自己通過觀看蘿莉·麥凱佛在《生活大爆炸》中飾演她角色的母親的年長版本來學習德州口音。同年她在電影《奪命潘朵拉》中飾演年幼的克萊兒。

## 作品列表

### 電影
| 年份 | 標題           | 角色             | 附註 |
| ---- | -------------- | ---------------- | ---- |
| 2017 | 《奪命潘朵拉》 | 年幼的克萊兒（Young Clare） |      |

### 電視
| 年份      | 標題                         | 角色                | 附註                                        |
| --------- | ---------------------------- | ------------------- | ------------------------------------------- |
| 2015      | 《當鮑伯加上大衛（英語：W/ Bob and David）》 | 格雷格·謝里克的女兒 | 單集：“Episode #1.3”                        |
| 2014      | 《摩登家庭》                 | 梅根      | 單集：“Won't You Be Our Neighbor”           |
| 2016      | 《摩登家庭》                 | 梅根      | 單集：“The Storm”                           |
| 2016      | 《同妻俱樂部》               | 小女孩              | 單集：“The Vitamix”                         |
| 2017–2024 | 《少年謝爾頓》               | 米西·庫珀           | 主演                                        |
| 2017      | 《老師們》                   | 梅琳達（英語：Melinda）    | 單集：“School Sweet School”                 |
| 2019      | 《愛麗莎與凱蒂》             | 安斯利（英語：Ainsley）    | 單集：“Always Something There to Remind Me” |

### Podcast
| 年份 | 標題                   | 角色           | 附註               |
| ---- | ---------------------- | -------------- | ------------------ |
| 2020 | 《日復一日（英語：Day by Day）》 | 本尼（英語：Benny） | 單集：“Relocation” |

## 外部連結
- 蕾根·雷沃德在互联网电影资料库（IMDb）上的資料（英文）
- 蕾根·雷沃德的Instagram帳戶